# Claude Vasconi
Claude Vasconi (* 24. Juni 1940 in Rosheim, Elsass; † 8. Dezember 2009 in Paris) war ein französischer Architekt.

## Leben
Claude Vasconi studierte an der Ecole Nationale Supérieure des Arts et Industries (ENSAIS) de Strasbourg in Straßburg und war Assistent von Rolf Gutbrod und Frei Otto in Stuttgart. 1964 eröffnete er ein eigenes Büro in Paris. Bekannt wurde er mit dem Projekt der Präfektur in Cergy-Pontoise (1969) und dem gewonnenen Städtebauwettbewerb des Forum des Halles (1973 bis 1979) in Paris. International bekannt wurde er mit dem 1979 mit dem Projekt „Autowerk Renault“ am Hauptsitz von Renault in der Industriestadt Boulogne-Billancourt, von dem jedoch nur das „Projekt 57“, die Metallbearbeitungsfabrik, realisiert wurde. Es folgten Bauvorhaben wie das Opern- und Kongresszentrum „Corum“ in Montpellier, das Kongresszentrum in Reims und der Gerichtshof in Grenoble.
Ab 1990 arbeitete er zunehmend in Deutschland, 1997 gründete er Claude Vasconi & Partner Architekten in Berlin. Er realisierte im Auftrag der Herlitz Falkenhöh den Umbau der Hallen am Borsigturm (1994 bis 1999) zu einem Einkaufszentrum, ebenso das Bürogebäude Grand Bateau in Düsseldorf (1999) und das „Quartier 30“ am Berliner Gendarmenmarkt.
Vasconi lehrte in Montellier und war Gastprofessor in Montreal sowie an der International Academy of Architecture (IAA) in Sofia/Bulgarien. Für sein umfangreiches Werk wurde er mehrfach geehrt, darunter 1982 der Grand prix national de l’architecture für das „Autowerk Renault“ und 1996 die Ehrenmitgliedschaft im Bund Deutscher Architekten (BDA). Vasconi war seit 1991 Mitglied der „Académie d’Architecture“. 2008 wurde er zum Komtur des Ordre des Arts et des Lettres ernannt.

## Wichtige Projekte
- „Autowerk Renault“ in Billancourt (1979)
- Hochhaus Télédiffusion Francaise (TDF) in Romainville (1984)
- Shopping Mall Le Paquebot in Saint-Nazaire (1987–1989)
- Opern- und Kongresszentrum Corum in Montpellier (1988)
- Kulturzentrum La Filature in Mulhouse (1988–1993)
- Fabrik Thomson in Valenciennes (1989)
- Verwaltung des Département Bas-Rhin in Strasbourg (1989)
- Kongresszentrum in Reims (1990–1994)
- Centre Paris-Berlin (1992) Berlin, nicht realisierter Entwurf für einen Neubau am Standort Mehlschwalbenhaus/Königstadt-Carrée
- Umbau der Hallen Am Borsigturm in Berlin (1994–1999)
- Hochhaus / Bahnhof Lille Europe in Lille (1995)
- Observatorium am Großer Belchen, Vogesen (1995–1998)
- Bürogebäude Grand Bateau im Medienhafen Düsseldorf (2001)
- Müllverbrennungs-/Recyclinganlage in Rouen (1998–2001)
- Kulturzentrum L'Onde in Vélizy-Villacoublay (2001)
- Gerichtshof Palais de Justice in Grenoble (2002)
- Krankenhaus Nouvel Hôpital Civil in Strasbourg (2007)
- Bibliothek in Genk (2008)